# Microrregión de Alagoinhas
La microrregión de Alagoinhas es una de las  microrregiones del estado brasileño de la Bahia perteneciente a la mesorregión  Nordeste Baiano. Su población fue estimada en 2005 por el IBGE en 302.199 habitantes y está dividida en nueve municipios. Posee un área total de 5.665,779 km².

## Municipios
- Acajutiba
- Alagoinhas
- Aporá
- Araças
- Aramari
- Crisópolis
- Inhambupe
- Rio Real
- Sátiro Dias

- Datos: Q2043273